# Диана (бронепалубен крайцер, 1899)
Вижте пояснителната страница за други значения на Диана.
Диана (на руски: Диана) е бронепалубен крайцер от 1-ви ранг на Руския императорски флот, главен кораб на едноименната серия крайцери. На 9 май 1896 г. е зачислен в списъците на съдовете на Балтийския флот, на 4 юни 1897 г. е заложен на елинга на Галерния остров в Санкт Петербург, спуснат е на вода на 12 октомври 1899 г., а влиза в строй на 23 декември 1901 г. и е изключен от списъците на флота на 21 ноември 1925 г.
След Руско-Японската война получава прякора „Сънливата богиня“.

## Строителство
През месец март на 1895 г., в рамките на корабостроителната програма от 1895 г., започва работа над проект за бронепалубен крайцер, действащ в Тихия океан, пригоден да изпълнява ролята на разузнавач и борба с търговското корабоплаване на противника при сравнително неголямо отдалечаване от базите. Проектът е завършен към лятото на 1896 г., след което на стапелите на Галерния остров са заложени еднотипните „Палада“ и „Диана“, а малко по-късно на стапелите на Новото Адмиралтейство и третия крайцер от серията, „Аврора“. Строител на „Диана“ е Александър Иванович Мустафин.
Поради опасност от претоварване на всички крайцери са намалени броя и калибъра на оръдията.
По време на изпитанията, 1901 – 1902 г., се изяснява, че двата първи крайцера не могат да достигнат проектната скорост, независимо от надвишаването на индикаторната мощност на парните машини над проектната.

## Конструкция
Крайцерът „Диана“ (също и еднотипните „Палада“ и „Аврора“) има бакова надстройка и три палуби: горна, батарейна и бронирана карапасна (черупковидна). Вътрешното пространство на трюма под бронепалубата е разделено с напречни прегради на 13 отделения. Под батарейната палуба пространството е разделено на четири отсека: носов (0 – 35 шпангоут), отсек на котелните отделения (35 – 75 шп.), отсек на машинните отделения (75 – 98 шп.) и кърмови.
Обшивката на надводната части на корпуса е от стоманени листове с дебелина от 10 до 13 mm. Подводната част на корпуса е обшита с дебели 1 mm медни листове на 102 mm подложка от тик. Щевните са бронзови. Дължината на външните килове е 39,2 m.
Стоманения настил на палубите с дебелина от 5 до 19 mm, във вътрешните помещения е покрит с линолеум. Горната и баковата палуби са покрити с тикови дъски. Около оръдията на горната палуба, кнехтите и битенгите са настелени дъбови дъски.
Бронеплочите на бронепалубата са дебели 38 mm в хоризонталната част и 50,8 – 63,5 mm по скосовете, гласисът на машинните люкове – 25,4 mm. Кожусите на комините, шахтите на елеваторите, приводите на системите за управление над бронираната палуба са защитени от 38 mm бронирани листове. Тръбата от бойната рубка към централния пост с 89 mm листове. Барбета на бойната рубка и листа, прикриващ входа в рубката е с дебелина 152 mm. За кърмовата рубка напречно на горната палуба е поставен защитен траверс от 16 mm стоманени листове.
Енергетичната установка се състои от три парни трицилиндрови машини с тройно разширение и сумарна мощност 11 610 к.с. с разчет за скорост на хода от 20 възела. Всяка машина има свой кондензатор, през който с циркулационна помпа се използва задбордна вода. Крайцерът има три трилопастнови бронзови гребни винта с диаметър 4,09 m. Десният и средният се въртят на ляво, левият – на дясно.
Парните котли са система „Белвил“ и се намират в три котелни отделения (по 8 котела в носовото и кърмовото, 6 в средното котелни). Над всяко от котелните отделения е поставен комин с диаметър 2,7 m и височина 27,4 m (от решетките).
Корабните цистерни събират 332 тона прясна вода за котлите и 135 тона за битови нужди. Има и две опреснителни установки система Круг със сумарна производителност от 60 тона вода на денонощие.
Въглищата се намират в 24 въглищни ями, разположени на две нива между бордовете при котелните отделения, а също и 8 резервни бункера между бронираната и батарейната палуба по протежение на машинните отделения. Нормалният запас въглища е 810 тона, пълният – 1070 тона.
Корабът има парна динамо-машина за постоянен ток с мощност 336 кВт, и напрежение 105 В.
Електрическият рулев привод е произведен от фирмата „Унион“. Електрическия привод на руля е дублиран от парен и ръчен. Постовете на рулевото управление са в ходовата и бойната рубка, централния боен пост, на кърмовия мостик и в румпелното отделение.
Корабните котви са система „Мартин“. Лодките са: два парни катера, един 18 веслов и един 16 веслов баркас, един 14 веслов и един 12 веслов гребни катера, два 6 веслови велбота и два 6 веслови яла.
Жилищните помещения са разчетени за 570 души екипаж и щаб за флагман на съединение.
Независимо от напредничавото ниво на проектиране, крайцерите от типа „Диана“ се смятат за най-ненадеждните и малопригодни за бойно използване крайцери 1-ви ранг. Причина за това са многото сериозни грешки, допуснати на етапите на проектиране и строителство.

## Въоръжение
Артилерийското въоръжение на крайцера се състои от осем 152 mm оръдия система Кане с дължина на ствола 45 калибра, двадесет 75 mm оръдия система Кане с дължина на ствола 50 калибра, осем едностволни 37 mm оръдия Хочкис (на бойния марс и мостиците) и две десантни 63,5 mm оръдия система Барановски.
Скорострелността на 152 mm оръдия е 5 изстрела в минута при механично подаване и 2 изстрела при ръчно. Скорострелността на 75 mm оръдия, съответно, 10 и 4 изстрела в минута.
Боезапасът за 152 mm оръдия е 1414 изстрела (бронебойни, фугасни и сегментни снаряди и барутни заряди в гилзи). Боезапасът за 75 mm оръдия е 6249 изстрела (унитарни патрони с бронебойни снаряди). Боезапасът за 37 mm оръдия е 3600 патрона, а за оръдията Барановски – 1440 патрона.
Системата за управление на артилерийския огън е произведена в Петербургския електромеханичен завод на „Н. К. Гейслер и К°“.
Крайцерът е въоръжен с три торпедни апарата: един надводен (във форщевена) и два подводни (бордови) с общ боезапас от осем 381 mm самодвижещи се мини на Уайтхед образец 1898 г. Кораба може да поставя и носи и тридесет и пет сферични котвени мини.

## История на службата

### Императорски флот
На 17 октомври 1902 г. крайцерът „Диана“ потегля от Кронщат за Далечния изток в състава на ескадра под командване на контраадмирал Евалд Антонович Щакелберг.
На 8 април 1903 г. крайцерът пристига в Нагасаки и постъпва в разпореждане на руския посланик в Корея Александър Иванович Павлов.
На 24 април 1903 г. пристига в Порт Артур, след няколко дни отплава за Чемулпо, за да достави Павлов.
Май 1903 г. – Участва в учебните плавания на ескадрата.
1 юни 1903 г. – Изведен във въоръжения резерв.
Септември 1903 г. – Участва в маневри на ескадрата.
1 ноември 1903 г. – Изведен във въоръжения резерв.
В нощта на 26 по 27 януари 1904 г. се намира на дежурство на външния рейд на Порт Артур.
На 28 юли 1904 г. участва в боя в Жълто море, заминава за Сайгон, където на 11 август е интерниран от местните власти до 7 декември.
През 1906 г. крайцерът преминава основен ремонт на корпуса и механизмите и замяна на водогрейните тръби в котлите в Балтийския корабостроителен завод, след което влиза състава на Учебно-артилерийския отряд на Балтийския флот.
От 9 октомври до 16 декември 1907 г. състои в Гвардейския екипаж.
През 1907 – 1909 г. е превъоръжен (количеството на 152 mm оръдия е доведено до десет).
В периода 1912 – 1914 г. преминава основен ремонт на Балтийския завод (сменени са котлите, подменени са главните механизми, поставени са десет 130/55 оръдия образец 1913 г. със съответното преправяне на погребите и механизмите за подаване.
От есента на 1914 г. в състава на 2-ра бригада крайцери на Балтийско море участва в операции по комуникациите на противника, носи патрулна служба, прикрива действията на леките сили на Балтийския флот.
От 1916 г. участва в отбраната на Рижкия залив.
На 16 юни отряда в състав „Громобой“, „Диана“ и пет есминеца получава задача да затруднят транспортните връзки на противника в Норчепингския залив. В 2 ч. 30 мин. нощта отряда се сблъсква с 8 миноносеца на противника. След втория залп на руските крайцери един от германските миноносци исзстрелва към руските кораби две торпеда: едното пресича техния килватерен строй между „Громобой“ и „Диана“, другото отива към кърмата на „Диана“, което принуждава крайцера да маневрира. След третия залп главния миноносец на противника обръща надясно на 8 румба и започва да прикрива с димна завеса следващите го кораби. След четвъртия залпа в надстройките на втория миноносец е забелязана силна светлина, от взрив или от пожар, след което германските кораби бързо се скриват в димната завеса. За времето на боя „Громобой“ изразходва 37 203 mm и 113 152 mm снаряда, а „Диана“ – 103 130 mm.
На 3 март 1917 г. на „Диана“, както и на другите кораби започват разправи над офицерите: матросите убиват старшия офицер на крайцера капитан 2 ранг Б. Н. Рибкин и тежко раняват старшия щурман лейтенант П. П. Любимов.
От 30 септември до 6 октомври 1917 г. участва в Операция „Албион“.

### Съветски флот
Екипажът на крайцера участва във Февруарската революция.
На 7 ноември 1917 г. влиза в състава на Червения Балтийски флот.
От 4 до 9 януари 1918 г. плава от Хелсингфорс до Кронщат.
От май 1918 г. до 9 ноември 1922 г. се намира в Кронщатското военно пристанище на дълговременно съхранение. 130 mm оръдия на крайцера са свалени и изпратени в Астрахан за поставяне на спомагателните крайцери на Астрахано-Каспийската военна флотилия.
На 1 юли 1922 г. е продаден на съвместната съветско-германска акционерна компания „Деруметал“ като скрап. Есента на 1922 г. е отбуксиран в Германия за разкомплектоване. На 21 ноември 1925 г. е изключен от състава на РККФ.

## Командири на крайцера
- 1897 – 26 януари 1898 – Капитан 1-ви ранг Е. Е. Шарон
- 26 януари 1898 – 1899 – Капитан 1-ви ранг Михаил Хенрихович Невинский
- 22 март – 6 декември 1899 – Капитан 1-ви ранг Константин Борисович Михеев
- 6 декември 1899 – 1904 – Капитан 1-ви ранг Василий Константинович Залесский
- 15 февруари – 11 мая 1904 – Капитан 1-ви ранг Николай Михайлович Иванов
- 11 май 1904 – 23 януари 1906 – Капитан 2-ри ранг княз Александър Александрович Ливен
- 23 януари 1906— 15 октомври 1907. – Капитан 1-ви ранг Павел Василиевич Колюпанов
- 1907 – Капитан 1-ви ранг Александър Константинович Гирс
- 17 декември 1907 – 10 август 1909 – Капитан 1-ви ранг Ипполит Владимирович Студницкий
- 1909 – 1911 – Капитан 1-ви ранг Фьодор Алексеевич Вяткин
- 9 септември 1911 – 8 юни 1915 – Капитан 1-ви ранг Владимир Владимирович Шелтинг 1-ви
- 29 юни 1915 – 19 май 1917 – Капитан 2-ри ранг (от 6 декември 1915 капитан 1-ви ранг) Модест Василиевич Иванов
- май 1917 – 1918. – П. П. Феодосиев
- 1918 – Андрей Александрович Остроградский.

## Офицери на крайцера по време на отбраната на Порт Артур
- Командир
  - Капитан 1-ви ранг В. К. Залесский
  - Капитан 1-ви ранг Н. М. Иванов (15.02 – 11.05.1904)
  - Капитан 2-ри ранг княз А. А. Ливен (в.и.д. от 11.05.1904)
- Старши офицер
  - Капитан 2-ри ранг Александър Иванович Берлинский 1-ви
  - Лейтенант (от 28.03.1904 капитан 2-ри ранг) Владимир Иванович Семенов (от 01.03.1904)
- Ревизор
  - Мичман княз Михаил Борисович Черкасский (в.и.д.)
- Старши минен офицер
  - Лейтенант Сергей Владимирович Мяснов
- Старши артилерийски офицер
  - Лейтенант Леонид Леонидович Иванов 15-и
- Младши минен офицер
  - Мичман Борис Георгиевич Кондратиев
  - Лейтенант Николай Николаевич Ромашев
- Младши артилерийски офицер
  - Мичман барон Владимир Едуардович Унгерн фон Щернберг 2-ри
- Старши щурмански офицер
  - Лейтенант Пьотр Петрович Палецкий
- Младши щурмански офицер
  - Мичман Борис Петрович Дудоров (до 10.04.1904)
  - Мичман Глеб Романович Шнакенбург
- Вахтени началници
  - Мичман граф Арчибалд Хебхардович фон Кейзерлинг
  - Мичман Павел Петрович Савич
  - Мичман Алексей Михайлович Щастний (от 15.04 – 28.08.1904)
- Вахтени офицери
  - Мичман Александър Прокофиевич Максимов (до 18.02.1904)
  - Мичман Борис Георгиевич Кондратиев]] (до 28.08.1904)
- Старши корабен механик
  - Старши инженер-механик Н. А. Иванцов
- Трюмен механик
  - Младши инженер-механик Вениамин Александрович Санников
  - Младши инженер-механик Филип Константинович Коростелев (до 14.07.1904)
- Младши корабен механик
  - Младши инженер-механик Владимир Антонович Морозов
  - Младши инженер-механик Константин Иванович Бобров
- Старши корабен лекар
  - Колежки съветник Андрей Михайлович Василиев
- Младший корабен лекар
  - Титулярен съветник Николай Александрович Штром
- Корабен свещеник
  - Йеромонах о. Гавриил

## Известни личности, служили на крацера
- Анатолий Григориевич Железняков – матрос, анархист, участник в Гражданската война, командир на бригада бронирани влакове.